# Zweden op de Olympische Winterspelen 2014
Zweden is een van de landen die deelnam aan de Olympische Winterspelen 2014 in Sotsji, Rusland. Het land was actief in negen sporten, waarvan Langlaufen het meest succesvolle onderdeel was. Het aantal gouden medailles, twee, was echter lager dan in de vorige twee Olympische Spelen.

## Medailleoverzicht
| Sport          | Olympiër                                                                                  | Onderdeel          | Medaille |
| -------------- | ----------------------------------------------------------------------------------------- | ------------------ | -------- |
| Langlaufen     | Anna Haag Ida Ingemarsdotter Charlotte Kalla Emma Wikén                                   | Estafette (v)      | Goud     |
| Langlaufen     | Lars Nelson Daniel Richardsson Johan Olsson Marcus Hellner                                | Estafette (m)      | Goud     |
|                |                                                                                           |                    |          |
| Curling        | Margaretha Sigfridsson Maria Prytz Christina Bertrup Maria Wennerström Agnes Knochenhauer | Vrouwen            | Zilver   |
| IJshockey      | Mannenteam                                                                                | Mannen             | Zilver   |
| Langlaufen     | Charlotte Kalla                                                                           | 15 km skiatlon     | Zilver   |
| Langlaufen     | Charlotte Kalla                                                                           | 10 km klassiek     | Zilver   |
| Langlaufen     | Teodor Peterson                                                                           | Sprint             | Zilver   |
| Langlaufen     | Johan Olsson                                                                              | 15 km klassiek     | Zilver   |
| Langlaufen     | Marcus Hellner                                                                            | 30 km skiatlon     | Zilver   |
|                |                                                                                           |                    |          |
| Curling        | Niklas Edin Oskar Eriksson Viktor Kjäll Sebastian Kraupp Fredrik Lindberg                 | Mannen             | Brons    |
| Freestyleskiën | Anna Holmlund                                                                             | Skicross (v)       | Brons    |
| Langlaufen     | Emil Jönsson                                                                              | Sprint (m)         | Brons    |
| Langlaufen     | Daniel Richardsson                                                                        | 15 km klassiek (m) | Brons    |
| Langlaufen     | Ida Ingemarsdotter Stina Nilsson                                                          | Teamsprint (v)     | Brons    |
| Langlaufen     | Emil Jönsson Teodor Peterson                                                              | Teamsprint (m)     | Brons    |

## Deelnemers en resultaten
(m) = mannen, (v) = vrouwen 

### Alpineskiën
Mannen
| Olympiër       | Onderdeel    | Resultaat | Prestatie                                                           |
| -------------- | ------------ | --------- | ------------------------------------------------------------------- |
| Axel Bäck      | Slalom       | DSQ       | 1e run: 49,02 (24e) 2e run: gediskwalificeerd                       |
| Mattias Hargin | Slalom       | 7e        | 1e run: 47,45 (3e) 2e run: 56,15 (16e) totaal: 1.43,60 (+1,76)      |
| Markus Larsson | Slalom       | 7e        | 1e run: 48,04 (10e) 2e run: 55,56 (13e) totaal: 1.43,60 (+1,76)     |
| André Myhrer   | Slalom       | DNF-2     | 1e run: 47,15 (2e) 2e run: niet gefinisht                           |
| Matts Olsson   | Reuzenslalom | 14e       | 1e run: 1.23,01 (18e) 2e run: 1.24,05 (10e) totaal: 2.47,06 (+1,77) |

Vrouwen
| Olympiër                | Onderdeel    | Resultaat | Prestatie                                                           |
| ----------------------- | ------------ | --------- | ------------------------------------------------------------------- |
| Frida Hansdotter        | Reuzenslalom | 13e       | 1e run: 1.20,51 (15e) 2e run: 1.19,34 (14e) totaal: 2.39,85 (+2,98) |
| Frida Hansdotter        | Slalom       | 5e        | 1e run: 54,05 (8e) 2e run: 51,85 (4e) totaal: 1.45,90 (+1,36)       |
| Sara Hector             | Afdaling     | 25e       | 1.44,23 (+2,66)                                                     |
| Sara Hector             | Super G      | 21e       | 1.28,71 (+3,19)                                                     |
| Sara Hector             | Combinatie   | 13e       | afdaling: 1.46,54 (16e) slalom: 51,31 (5e) totaal: 2.37,85 (+3,23)  |
| Kajsa Kling             | Afdaling     | 23e       | 1.43,69 (+2,12)                                                     |
| Kajsa Kling             | Super G      | DNF       | niet gefinisht                                                      |
| Kajsa Kling             | Reuzenslalom | 18e       | 1e run: 1.20,47 (14e) 2e run: 1.19,83 (23e) totaal: 2.40,30 (+3,43) |
| Jessica Lindell-Vikarby | Reuzenslalom | 7e        | 1e run: 1.18,40 (2e) 2e run: 1.19,62 (20e) totaal: 2.38,02 (+1,15)  |
| Jessica Lindell-Vikarby | Super G      | DNF       | niet gefinisht                                                      |
| Maria Pietilä-Holmner   | Reuzenslalom | 6e        | 1e run: 1.19,45 (7e) 2e run: 1.18,37 (5e) totaal: 2.37,82 (+0,95)   |
| Maria Pietilä-Holmner   | Slalom       | DNF-1     | 1e run: niet gefinisht                                              |
| Anna Swenn-Larsson      | Slalom       | 11e       | 1e run: 54,58 (12e) 2e run: 53,33 (19e) totaal: 1.47,91 (+3,37)     |
| Emelie Wikström         | Slalom       | 6e        | 1e run: 54,55 (11e) 2e run: 51,56 (3e) totaal: 1.46,11 (+1,57)      |

### Biatlon
| Olympiër                                                         | Onderdeel     | Resultaat | Prestatie |
| ---------------------------------------------------------------- | ------------- | --------- | --- |
| Tobias Arwidson                                                  | Individueel   | 41e       | 54.03,0 (+4.31,3) pen.: 1 (1 + 0 + 0 + 0)                                                                                                   |
| Tobias Arwidson                                                  | Sprint        | 42e       | 26.11,8 (+1.38,3) pen.: 1 (1 + 0) |
| Tobias Arwidson                                                  | Achtervolging | 28e       | 35.51,2 (+2.02,6) pen.: 0 (0 + 0 + 0 + 0)                                                                                                   |
| Carl Johan Bergman                                               | Individueel   | 37e       | 53.57,5 (+4.05,8) pen.: 3 (1 + 0 + 0 + 2)                                                                                                   |
| Carl Johan Bergman                                               | Sprint        | 24e       | 25.35,9 (+1.02,4) pen.: 1 (0 + 1) |
| Carl Johan Bergman                                               | Achtervolging | 34e       | 36.20,9 (+2.32,3) pen.: 3 (0 + 1 + 0 + 2)                                                                                                   |
| Björn Ferry                                                      | Individueel   | 12e       | 51.18,3 (+1.46,6) pen.: 1 (0 + 0 + 1 + 0)                                                                                                   |
| Björn Ferry                                                      | Sprint        | 25e       | 25.36,4 (+1.02,9) pen.: 2 (2 + 0) |
| Björn Ferry                                                      | Achtervolging | 30e       | 36.06,9 (+2.18,3) pen.: 3 (1 + 0 + 2 + 0)                                                                                                   |
| Björn Ferry                                                      | Massastart    | 12e       | 43.48,3 (+1.19,2) pen.: 3 (1 + 1 + 1 + 0)                                                                                                   |
| Fredrik Lindström                                                | Individueel   | 15e       | 51.50,2 (+2.18,5) pen.: 2 (0 + 1 + 0 + 1)                                                                                                   |
| Fredrik Lindström                                                | Sprint        | 18e       | 25.21,0 (+47,5) pen.: 0 (0 + 0) |
| Fredrik Lindström                                                | Achtervolging | 13e       | 34.45,7 (+57,1) pen.: 3 (0 + 0 + 1 + 2) |
| Fredrik Lindström                                                | Massastart    | 6e        | 43.30,5 (+1.01,4) pen.: 2 (0 + 1 + 0 + 1)                                                                                                   |
| Tobias Arwidson Björn Ferry Fredrik Lindström Carl Johan Bergman | Estafette     | 10e       | totaal: 1:14.32,0 (+2.16,1) pen.: 0+5 18.02,6 (13e) (0+0 + 0+0) 18.18,2 (11e) (0+0 + 0+0) 18.52,9 (9e) (0+3 + 0+0) 19.18,3 (7e) (0+1 + 0+1) |

### Curling
| Olympiër                                                                                  | Onderdeel | Resultaat | Prestatie |
| ----------------------------------------------------------------------------------------- | --------- | --------- | --- |
| Niklas Edin Oskar Eriksson Viktor Kjäll Sebastian Kraupp Fredrik Lindberg                 | Mannen    | Brons     | voorronde Zweden 7 - 5 Zwitserland Zweden 8 - 4 Groot-Brittannië Zweden 7 - 6 Canada Zweden 5 - 8 Denemarken Zweden 5 - 4 Noorwegen Zweden 6 - 5 China Zweden 8 - 4 Duitsland Zweden 8 - 4 Rusland Zweden 6 - 4 Verenigde Staten halve finale Zweden 5 - 6 Groot-Brittannië om 3e plaats Zweden 6 - 4 China |
|                                                                                           |           |           | |
| Christina Bertrup Agnes Knochenhauer Maria Prytz Margaretha Sigfridsson Maria Wennerström | Vrouwen   | Zilver    | groepsfase Zweden 6 - 4 Groot-Brittannië Zweden 3 - 9 Canada Zweden 7 - 4 Zuid-Korea Zweden 9 - 8 Zwitserland Zweden 7 - 6 Denemarken Zweden 6 - 7 China Zweden 7 - 6 Verenigde Staten Zweden 5 - 4 Rusland Zweden 8 - 4 Japan halve finale Zweden 7 - 5 Zwitserland finale Zweden 3 - 6 Canada             |

### Freestyleskiën
| Olympiër              | Onderdeel      | Resultaat | Prestatie |
| --------------------- | -------------- | --------- | --- |
| Ludvig Fjällström     | moguls (m)     | 19e       | kwalificatie 1: 20.38 punten (16e) kwalificatie 2: 20.50 punten (7e) finale 1: 19.83 punten                               |
| Per Spett             | moguls (m)     | 11e       | kwalificatie 1: 20.24 punten (17e) kwalificatie 2: 20.11 punten (10e) finale 1: 21.81 punten (12e) finale 2: 13.47 punten |
| John Eklund           | skicross (m)   | 11e       | plaatsingsronde: 1.18,97 (27e) 1/8F-6: 1e KF-3: 3e                                                                        |
| Michael Forslund      | skicross (m)   | 22e       | plaatsingsronde: 1.18,33 (22e) 1/8F-6: 3e                                                                                 |
| Victor Öhling Norberg | skicross (m)   | 9e        | plaatsingsronde: 1.15,59 (1e) 1/8F-1: 1e KF-1: 3e                                                                         |
| Henrik Harlaut        | slopestyle (m) | 6e        | kwalificatie: run 1: 29.20 punten; run 2: 83.20 punten (11e) finale: run 1: 83.80 punten; run 2: 84.40 punten             |
| Jesper Tjäder         | slopestyle (m) | 24e       | kwalificatie: run 1: 61.00 punten; run 2: 14.20 punten                                                                    |
| Oscar Wester          | slopestyle (m) | 18e       | kwalificatie: run 1: 72.80 punten; run 2: 28.80 punten                                                                    |
|                       |                |           | |
| Anna Holmlund         | skicross (v)   | Brons     | plaatsingsronde: 1.22,21 (4e) 1/8F-4: 1e KF-2: 2e HF-1: 1e finale: 3e                                                     |
| Sandra Näslund        | skicross (v)   | 5e        | plaatsingsronde: 1.23,28 (10e) 1/8F-7: 1e KF-4: 2e HF-2: niet gefinisht B-finale: 1e                                      |
| Emma Dahlström        | slopestyle (v) | 5e        | kwalificatie: run 1: 9.20 punten; run 2: 79.20 punten (6e) finale: run 1: 72.80 punten; run 2: 75.40 punten               |

### Kunstrijden
| Olympiër           | Onderdeel | Resultaat | Prestatie                                                       |
| ------------------ | --------- | --------- | --------------------------------------------------------------- |
| Alexander Majorov  | Mannen    | 14e       | 224.86 punten (korte kür: 83.81 (10e), vrije kür: 141.05 (16e)) |
|                    |           |           |                                                                 |
| Viktoria Helgesson | Vrouwen   | 27e       | 47.84 punten (korte kür: 47.84, vrije kür niet bereikt)         |

### Langlaufen
Mannen
| Olympiër                                                   | Onderdeel         | Resultaat | Prestatie                                                                           |
| ---------------------------------------------------------- | ----------------- | --------- | ----------------------------------------------------------------------------------- |
| Calle Halfvarsson                                          | sprint            | 17e       | kwalificatie: 3.33,11 (10e) KF-1: 4e (+1,14)                                        |
| Emil Jönsson                                               | sprint            | Brons     | kwalificatie: 3.30,77 (5e) KF-3: 1e (3.33,20) HF-2: 2e (+0,06) finale: 3e (+19,74)  |
| Teodor Peterson                                            | sprint            | Zilver    | kwalificatie: 3.31,43 (6e) KF-3: 2e (+0,14) HF-1: 2e (+0,15) finale: 2e (+1,22)     |
| Marcus Hellner                                             | sprint            | 6e        | kwalificatie: 3.35,38 (15e) KF-3: 3e (+0,42) HF-1: 4e (+0,65) finale: 6e (+1.45,92) |
| Marcus Hellner                                             | 15 km klassiek    | 10e       | 39.46,9 (+1.17,2)                                                                   |
| Marcus Hellner                                             | skiatlon          | Zilver    | 1:08.15,8 (+0,4)                                                                    |
| Lars Nelson                                                | 15 km klassiek    | 15e       | 40.08,8 (+1.39,1)                                                                   |
| Lars Nelson                                                | skiatlon          | 10e       | 1:08.37,7 (+22,3)                                                                   |
| Johan Olsson                                               | 15 km klassiek    | Zilver    | 38.58,2 (+28,5)                                                                     |
| Johan Olsson                                               | 50 km vrije stijl | 9e        | 1:47.27,3 (+32,1)                                                                   |
| Daniel Richardsson                                         | 15 km klassiek    | Brons     | 39.08,5 (+38,8)                                                                     |
| Daniel Richardsson                                         | skiatlon          | 7e        | 1:08.31,7 (+16,3)                                                                   |
| Daniel Richardsson                                         | 50 km vrije stijl | 8e        | 1:47.19,6 (+24,4)                                                                   |
| Anders Södergren                                           | skiatlon          | 14e       | 1:08.46,9 (+31,5)                                                                   |
| Anders Södergren                                           | 50 km vrije stijl | 7e        | 1:47.13,0 (+17,8)                                                                   |
| Emil Jönsson Teodor Peterson                               | teamsprint        | Brons     | HF-B: 23.28,22 (+2,09) (3e) finale: 23.30,01 (+15,12)                               |
| Lars Nelson Daniel Richardsson Johan Olsson Marcus Hellner | 4×10 km estafette | Goud      | totaal: 1:28.42,0 23.16,5 (1e) 22.59,6 (3e) 21.00,4 (4e) 21.25,5 (1e)               |

Vrouwen
| Olympiër                                                | Onderdeel         | Resultaat | Prestatie                                                                       |
| ------------------------------------------------------- | ----------------- | --------- | ------------------------------------------------------------------------------- |
| Hanna Erikson                                           | sprint            | 52e       | kwalificatie: 2.48,83                                                           |
| Ida Ingemarsdotter                                      | sprint            | 5e        | kwalificatie: 2.34,16 (5e) KF-3: 2e (+0,02) HF-1: 3e (+0,25) finale: 5e (+6,55) |
| Stina Nilsson                                           | sprint            | 10e       | kwalificatie: 2.35,37 (10e) KF-1: 2e (+0,78) HF-1: 5e (+0,62)                   |
| Anna Haag                                               | 10 km klassiek    | 20e       | 30.04,5 (+1.46,7)                                                               |
| Anna Haag                                               | 30 km vrije stijl | 11e       | 1:12.40,1 (+1.34,9)                                                             |
| Britta Norgren                                          | sprint            | 14e       | kwalificatie: 2.35,98 (15e) KF-3: 3e (+1,24)                                    |
| Britta Norgren                                          | skiatlon          | 39e       | 41.51,0 (+3.17,4)                                                               |
| Charlotte Kalla                                         | 10 km klassiek    | Zilver    | 28.36,2 (+18,4)                                                                 |
| Charlotte Kalla                                         | skiatlon          | Zilver    | 38.35,4 (+1,8)                                                                  |
| Charlotte Kalla                                         | 30 km vrije stijl | 34e       | 1:16.18,5 (+5.13,3)                                                             |
| Sara Lindborg                                           | 10 km klassiek    | 16e       | 29.56,2 (+1.38,4)                                                               |
| Sara Lindborg                                           | skiatlon          | 20e       | 40.32,4 (+1.58,8)                                                               |
| Sara Lindborg                                           | 30 km vrije stijl | 39e       | 1:18.03,9 (+6.58,7)                                                             |
| Emma Wikén                                              | 10 km klassiek    | 12e       | 29.38,9 (+1.21,1)                                                               |
| Emma Wikén                                              | skiatlon          | 9e        | 40.07,2 (+1.33,6)                                                               |
| Emma Wikén                                              | 30 km vrije stijl | 8e        | 1:12.31,6 (+1.26,4)                                                             |
| Ida Ingemarsdotter Stina Nilsson                        | teamsprint        | Brons     | HF-A: 16.48,76 (+5,31) (2e) finale: 16.23,82 (+19,77)                           |
| Ida Ingemarsdotter Emma Wikén Anna Haag Charlotte Kalla | 4×5 km estafette  | Goud      | totaal: 53.02,7 14.09,8 (3e) 14.02,3 (4e) 12.40,2 (7e) 12.10,4 (1e)             |

### Schaatsen
| Olympiër        | Onderdeel  | Resultaat | Prestatie       |
| --------------- | ---------- | --------- | --------------- |
| David Andersson | 1000 m (m) | 38e       | 1.12,40 (+4,01) |
| David Andersson | 1500 m (m) | 38e       | 1.50,29 (+5,29) |

### Snowboarden
| Olympiër        | Onderdeel      | Resultaat | Prestatie |
| --------------- | -------------- | --------- | --- |
| Niklas Mattsson | Slopestyle (m) | 23e       | kwalificatie - serie 1: run 1: 82.75 punten; run 2: 57.25 punten (7e) halve finale: run 1: 44.75 punten; run 2: 36.50 punten (15e) |
| Sven Thorgren   | Slopestyle (m) | 4e        | kwalificatie - serie 2: run 1: 94.25 punten; run 2: 36.75 punten (3e) finale: run 1: 83.75 punten; run 2: 87.50 punten             |

### IJshockey
| Olympiër | Onderdeel | Resultaat | Prestatie |
| --- | --------- | --------- | --- |
| Daniel Alfredsson Patrik Berglund Marcus Kruger Jakob Silfverberg Nicklas Backstrom Alexander Steen Loui Eriksson Daniel Sedin Henrik Zetterberg Gustav Nyquist Jimmie Ericsson Carl Hagelin Marcus Johansson Gabriel Landeskog Oliver Ekman-Larsson Niklas Hjalmarsson Henrik Tallinder Alexander Edler Johnny Oduya Jonathan Ericsson Niklas Kronwall Erik Karlsson | mannen    | Zilver    | groep C: Zweden 4 - 2 Tsjechië Zweden 1 - 0 Zwitserland Zweden 5 - 3 Letland kwartfinale: Zweden 5 - 0 Slovenië halve finale: Zweden 2 - 1 Finland finale: Zweden 0 - 3 Canada              |
| |           |           | |
| Sara Grahn Sofia Engström Jenni Asserholt Lina Bäcklin Johanna Olofsson Josefine Holmgren Emilia Andersson Cecilia Östberg Lina Wester Pernilla Winberg Linnéa Bäckman Anna Borgqvist Maria Lindh Fanny Rask Erica Udén Johansson Emma Eliasson Erika Grahm Emma Nordin Michelle Löwenhielm Kim Martin Valentine Wallner                                              | vrouwen   | 4e        | groep B: Zweden 1 - 0 Japan Zweden 4 - 0 Duitsland Zweden 1 - 3 Rusland kwartfinale Zweden 4 - 2 Finland halve finale: Zweden 1 - 6 Verenigde Staten om 3e plaats: Zweden 3 - 4 Zwitserland |